# Samson Akinyoola
Samson Olanrewaju Akinyoola (Porto Novo, Benín, 3 de marzo de 2000), más conocido como Samson Akinyoola, es un futbolista beninés nacionalizado nigeriano que juega como delantero y su equipo es el Kazma SC de la Liga Premier de Kuwait.

## Trayectoria

### Inicios
Samson Akinyola debutó profesionalmente el 13 de febrero de 2019 con el Dunajska U19; en el club eslovaco solo duró 4 meses porque no se le tomaba en cuenta así que fue devuelto a su país de origen. Como no era tomado en cuenta en el Dunajska U19 se trasladó a Nigeria para jugar con el 36 Lion; al igual que en Dunajska U19 no se le tuvo en cuenta, así que tan solo en tres meses de llegar al club nigeriano se fue del equipo por falta de minutos.

### FK Senica
En septiembre de 2019, después de tres meses en Nigeria, el delantero volvió a Eslovaquia para jugar con el FK Senica, en el equipo eslovaco sí fue tomado en cuenta, marcando 4 goles en 18 partidos jugados con el club.

### Caracas FC
El 18 de enero de 2021 el Caracas FC de la Primera División de Venezuela anuncia el fichaje de Samson Akinyoola después de negociar con el FK Senica.
Debutó con Caracas F.C. en Copa Libertadores 2021 donde llegó hasta la fase 2 anotando 2 goles en 4 partidos. Al principio Samson recibió varias críticas ya que parecía no adaptarse al fútbol de los capitalinos a pesar de marcar dos goles en el torneo internacional.
Posteriormente comenzó la Primera División de Venezuela donde Samson dejó muestras de su calidad y efectividad de cara al gol, formando una dupla con el atacante Richard Celis. Entre ambos consiguieron marcar hasta 35 goles (18 y 17 respectivamente).
Akinyoola se ganó el apodo de "El King" o "el búfalo" de los relatadores y comentaristas venezolanos por su potencia física y su gran energía durante los 90 minutos de cada partido. Poco a poco Akinyoola fue ganando el cariño de los fanáticos de "El Rojo" con buenas actuaciones y muchos goles.
Samson acabó la temporada como subcampeón de Liga FUTVE 2021, máximo goleador (18) y MVP de la liga. Como dato, ningún futbolista del Caracas F.C. terminaba como goleador de Primera División desde 2001 y ningún futbolista del Caracas F.C. terminaba como MVP de Primera división desde 2019.

### Zamalek Sporting Club
El 19 de septiembre Samson Akinyoola Deja el Caracas F.C. para unirse al Zamalek SC luego de haber dejado un registro goleador de 28 goles en un total de 67 partidos.

## Estadísticas
- Actualizado al 15 de noviembre de 2022:[1]

| Club                   | Div.          | Temporada     | Liga  | Liga  | Copa Nacional | Copa Nacional | Copa Internacional | Copa Internacional | Total | Total |
| Club                   | Div.          | Temporada     | Part. | Goles | Part.         | Goles         | Part.              | Goles              | Part. | Goles |
| ---------------------- | ------------- | ------------- | ----- | ----- | ------------- | ------------- | ------------------ | ------------------ | ----- | ----- |
| FK Senica · Eslovaquia | 1.ª           | 2019-20       | 18    | 4     | 2             | 0             | -                  | -                  | 20    | 4     |
| FK Senica · Eslovaquia | Total club    | Total club    | 18    | 4     | 2             | 0             | 0                  | 0                  | 20    | 4     |
| Caracas FC · Venezuela | 1.ª           | 2021          | 34    | 18    | -             | -             | 4                  | 2                  | 38    | 20    |
| Caracas FC · Venezuela | 1.ª           | 2022          | 24    | 6     | -             | -             | 5                  | 2                  | 29    | 8     |
| Caracas FC · Venezuela | Total club    | Total club    | 58    | 24    | 0             | 0             | 9                  | 4                  | 67    | 28    |
| Zamalek SC · Egipto    | 1.ª           | 2022-23       | 20    | 2     | -             | -             | -                  | -                  | 20    | 2     |
| Zamalek SC · Egipto    | Total club    | Total club    | 20    | 2     | 0             | 0             | 0                  | 0                  | 20    | 2     |
| Total carrera          | Total carrera | Total carrera | 78    | 30    | 2             | 0             | 9                  | 4                  | 89    | 33    |

## Palmarés

### Campeonatos Internacionales
| Título                       | Club                  | País   | Año     |
| ---------------------------- | --------------------- | ------ | ------- |
| Copa Confederación de la CAF | Zamalek Sporting Club | Egipto | 2023/24 |

### Distinciones individuales
| Distinción                                              | Año  |
| ------------------------------------------------------- | ---- |
| Goleador de la Primera División de Venezuela (18 goles) | 2021 |